# Ar Rass
Rass, également orthographié Ar Rass, Al Rass, ou Al-Ras, en arabe : الرس, est une ville d'Arabie saoudite, dans la province Al Qasim (région historique deu Nejd), à 50 km au sud-ouest de Buraydah, la capitale provinciale, et à 400 km au nord de Riyad, la capitale nationale.
La ville, troisième plus grande de la province d'Al Qassim, compte une population estimée à 133 000 habitants (recensement de 2010), pour une superficie d'environ 60 km2.

## Histoire
La ville, qui tient son nom Rass (« vieux puits » en arabe), est mentionnée dans un poème de H̩assān ibn T̠ābit, poète compagnon (Sahaba) du prophète Mahomet.
La ville est gouvernée par la famille Al Assaf. La ville dispose de 19 sous-gouvernorats, et est entourée de près de deux cents villages bédouins, principalement sur ses côtés sud et ouest.

## Climat
De climat désertique, elle est traversée par la vallée de l'oued Ar-Rummah (en).